# Ustad Ahmad Lahori
Ustad Ahmad Lahori fue un arquitecto de la India actual durante el Imperio mogol. Dijo que era el arquitecto principal del Taj Mahal en Agra, India, construido entre 1632 y 1648 durante el período de gobierno del emperador mogol Shah Jahan. Su arquitectura, que es una combinación de estilos arquitectónicos persas y mogoles, es ampliamente elogiada en todo el mundo y el Taj Mahal está considerado como una de las «maravillas del mundo».

## Biografía

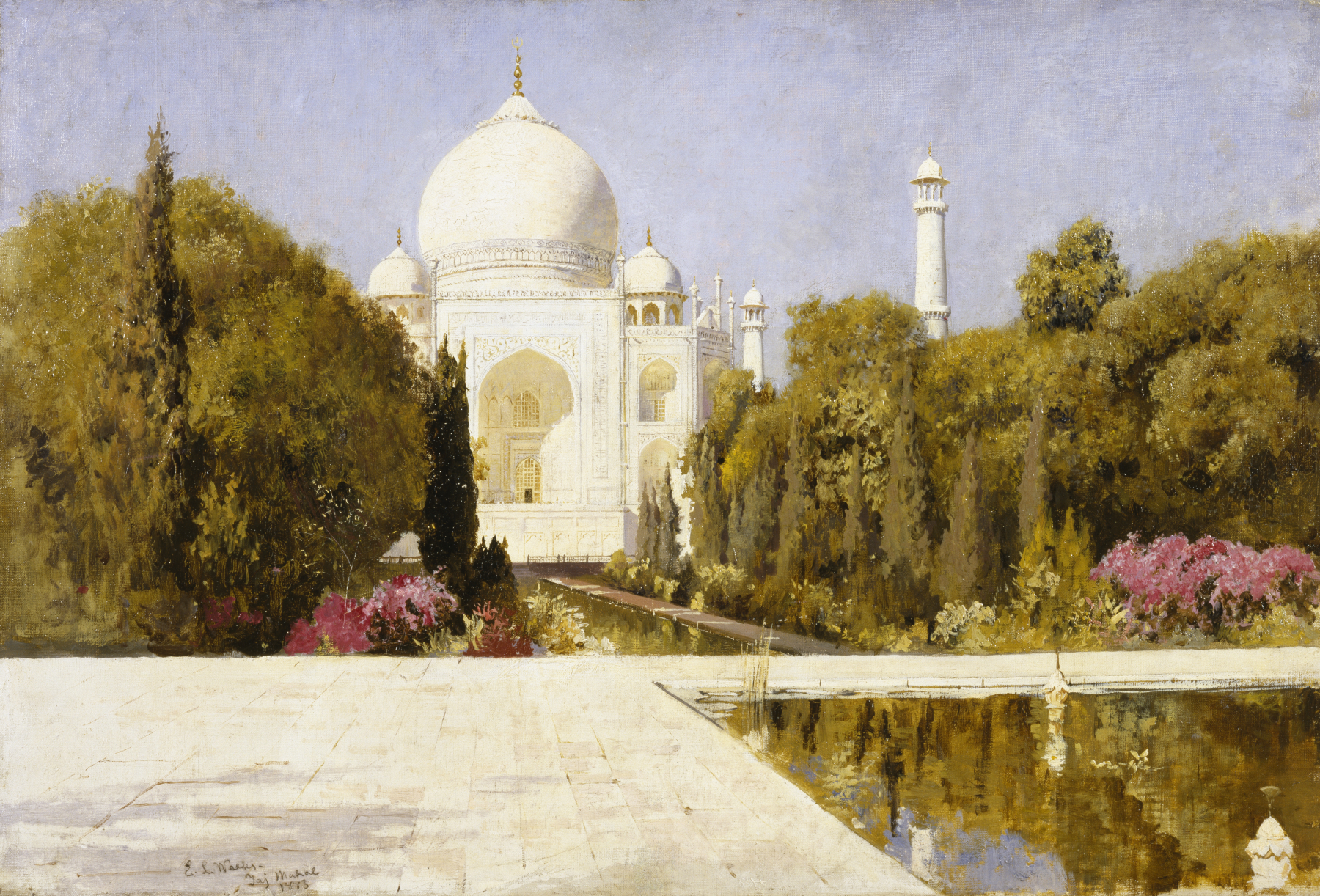
Se cree que Ahmad Lahori fue el principal arquitecto del Taj Mahal.

Las historias de la corte de Shah Jahan enfatizan su participación personal en la construcción y es cierto que, más que cualquier otro emperador mogol, mostró el mayor interés en la construcción de nuevos y magníficos edificios, manteniendo reuniones diarias con sus arquitectos y supervisores. Lahori, el cronista de la corte, escribe que Shah Jahan haría "«las alteraciones apropiadas a lo que los hábiles arquitectos habían diseñado después de una considerable reflexión y haría a los arquitectos preguntas competentes».
Lutfullah Muhandis, menciona dos arquitectos por su nombre; Ustad Ahmad Lahori  y Mir Abd-ul Karim. Ustad Ahmad Lahori había puesto los cimientos del Fuerte rojo de Delhi (construido entre 1638 y 1648). Mir Abd-ul Karim había sido el arquitecto favorito del anterior emperador Jahangir y es mencionado como supervisor, junto con Makramat Khan, para la construcción del Taj Mahal.